# Lost (2. évad)
A Lost második évadját szintén szerdánként, de (keleti parti idő szerint) este 9 órakor sugározta az ABC. A második évad 24 epizódot tartalmaz, eredetileg Amerikában 2005. szeptember 21-én, Magyarországon 2006. szeptember 1-jén indult.

## Részek
|  | Alább a cselekmény részletei következnek! |

| Kép | Cím                                                                   | Első vetítés ABC     | Magyarországi premier RTL Klub | Főszereplők         | #       |
| --- | --------------------------------------------------------------------- | -------------------- | ------------------------------ | ------------------- | ------- |
| | Tudomány embere, Hit embere (Man of Science, Man of Faith)            | 2005. szeptember 21. | 2006. szeptember 1.            | Jack                | 201     |
| A bunker ajtajának a felrobbantását követően Jack összevész Locke-kal. Shannon Walt kutyájának keresésére indul, ám szörnyű látomása támad. Locke és Kate visszaosonnak a bunkerhez. Jack követi őket, és félelmetes felfedezést tesz. |                                                                       |                      |                                |                     |         |
| | Hullámok hátán (Adrift)                                               | 2005. szeptember 28. | 2006. szeptember 8.            | Michael             | 202     |
| Sawyer és Michael az óceán hullámain hánykódnak, miközben fogalmuk sincs kik és miért rabolták el Waltot, és hová tűnt Jin. Locke és Kate találkoznak a bunker lakójával és megtudják, miért olyan fontosak azok a bizonyos számok. Az óceánon Michael és Sawyer félreteszik egymás iránt érzett ellenszenvüket, és közös erővel sikerül partra vergődniük, ám ezzel korántsem oldódnak meg gondjaik, sőt… |                                                                       |                      |                                |                     |         |
| | Tájékoztató (Orientation)                                             | 2005. október 5.     | 2006. szeptember 15.           | Locke               | 203     |
| A Desmonddal való küzdelem közben Kate kárt tesz a bunker számítógépében. Desmond elmondja Jacknek és Locke-nak, hogyan került a szigetre és megmutatja nekik a Dharma Kezdeményezésről szóló filmet. Michael, Sawyer és Jin egy mély gödörben találják magukat egy nővel , akit már láttak reptéren. |                                                                       |                      |                                |                     |         |
| | Mindenki rühelli Hugót (Everybody Hates Hugo)                         | 2005. október 12.    | 2006. szeptember 22.           | Hurley              | 204     |
| Hurley attól tart , hogy a rábízott feladat miatt ő lesz a legnépszerűtlenebb ember a szigeten. Sawyer, Jin és Michael megtudják, hogy fogva tartóik is a gépen utaztak, a hátsó részben. Claire megtalálja a partra sodródott palackpostát, amit a négy ember vitt magával a tutajra. |                                                                       |                      |                                |                     |         |
| | Ami eltűnik, elő is kerül (…And found)                                | 2005. október 19.    | 2006. szeptember 29.           | Jin és Sun          | 205     |
| Sun szinte összeomlik, amikor elveszti jegygyűrűjét, ezért társai segítenek neki a keresésben. Miközben fogva tartóik felügyelete alatt kutatnak, Michael megszökik , hogy megkeresse Waltot. Jin és Mr. Eko utána erednek, de nem őt találják meg, hanem a Többieket. |                                                                       |                      |                                |                     |         |
| | Elhagyatva (Abandoned)                                                | 2005. november 9.    | 2006. október 6.               | Shannon             | 206     |
| Sayid és Shannon romantikusnak induló estéjét alaposan felkavarja, amikor a lány megpillantja Waltot, aki amilyen hirtelen feltűnt, olyan hirtelen köddé is válik. Claire elbizonytalanodik anyai képességeiben, és Charlie-val kapcsolatos aggodalmait megosztja Locke-kal. Ana Lucia vezetésével elindulnak a többi túlélő táborhelyére, miközben Shannon a dzsungelbe tart Walt után kutatva. Útjaik keresztezik egymást, ami egyikükre végzetesnek bizonyul.                                                               |                                                                       |                      |                                |                     |         |
| | A másik 48 nap (The Other 48 days)                                    | 2005. november 16.   | 2006. október 13.              | A farokrész túlélői | 207     |
| Vissza a múltba a 815-ös járat leszakadt egy trópusi sziget mellett az óceánba csapódik. A 23 túlélőt megtámadják a Többiek, ami a csoporton belül összetűzésekhez vezet. |                                                                       |                      |                                |                     |         |
| | Összeomlás (Collision)                                                | 2005. november 23.   | 2006. október 20.              | Ana Lucia           | 208     |
| A bánattól összetört Sayid bosszút akar állni Shannon haláláért, de elfogják és megkötözik. Betekintést nyerhetünk Ana Lucia múltjába. Miközben a többiek "haza" indulnak Ana vigyáz Sayidra töltött fegyverrel a kezében. |                                                                       |                      |                                |                     |         |
| | Kate bűne (What Kate Did)                                             | 2005. november 30.   | 2006. október 27.              | Kate                | 209     |
| A túlélők két csapata végre egyesül. Kate élelemgyűjtés közben igen különös dologra figyel fel. Shannon temetését követően Jack és Locke éppen időben érkeznek mert a visszaszámláló majdnem a nullához ért. Michael olyan felfedezést tesz, ami talán hozzásegíti fia visszaszerzéséhez. |                                                                       |                      |                                |                     |         |
| | A 23. zsoltár (The 23rd Psalm)                                        | 2006. január 11.     | 2006. november 10.             | Mr. Eko             | 210     |
| Eko őrjöngeni kezd, amikor tudomást szerez a Szűz Mária szobrocskáról, a visszatekintésből pedig kiderül, miért akarja, hogy Charlie elvezesse őt a többi szoborhoz. Locke elzárja a fegyvereket, de Michael arra kéri, hogy tanítsa meg őt lőni. |                                                                       |                      |                                |                     |         |
| | A vadászat (The Hunting Party)                                        | 2006. január 18.     | 2006. november 24.             | Jack                | 211     |
| Egy visszatekintésből megtudjuk, hogy Jack házassága bánta, amikor egy beteggel és annak családjával túl személyes kapcsolatba került. A szigeten Jack elkíséri a Michael nyomát kutató Locke-ot és Sawyert. Az est leszálltakor ismerős emberekbe botlanak. |                                                                       |                      |                                |                     |         |
| | Tűz és víz (Fire + Water)                                             | 2006. január 25.     | 2006. december 1.              | Charlie             | 212     |
| A visszatekintésekből kiderül, milyen harcokat kellett Charlie-nak megvívnia bátyjával és a zenekarral. Hurley kezdi elfogadni Libby iránt érzett vonzalmait, Jack és Ana Lucia kapcsolata pedig egyre szorosabbá válik. Charlie úgy érzi, Claire kizárja őt és saját és babája életéből. Gondjával Ekohoz fordul tanácsért, aminek katasztrofális következményei lesznek. |                                                                       |                      |                                |                     |         |
| | A nagy balhé (The Long Con)                                           | 2006. február 8.     | 2006. december 8.              | Sawyer              | 213     |
| Locke és Jack megegyeznek, hogy a fegyvereket és a gyógyszereket el kell zárni a fegyverraktárba Jack és Sawyer összekapnak a gyógyszerek tulajdonjoga felett, Hurley pedig azzal próbálja Sayidot jobb kedvre deríteni, hogy megszerzi neki a túlélők másik csoportjának a rádióját Sunt valaki elrabolja, és a dzsungelbe vonszolja, ahol Sawyer és Kate találnak rá. Jack és Locke felfedezik, hogy egy fegyver hiányzik a raktárból és az egész csoportot elárulták - méghozzá olyan valaki, akire nem is gondoltak volna. |                                                                       |                      |                                |                     |         |
| | Közülük való (One of Them)                                            | 2006. február 15.    | 2006. december 15.             | Sayid               | 214     |
| Egy visszatekintésből megtudhatjuk, hogy Sayid az Öböl-háborúban az amerikai hadsereg fogságába esett, és mert jól beszél angolul, társai vallatásánál kellett tolmácsolnia. Végül drámai lépésre szánta el magát, hogy fogvatartói számára érdekes információkat szerezzen. A szigeten Rousseau olyan ajándékkal lepi meg a túlélőket, aminek hatására Sayid sötétebbik énje talán ismét a jó tulajdonságok fölé kerekedik.                                                                                                   |                                                                       |                      |                                |                     |         |
| | Szülési szabadság (Maternity Leave)                                   | 2006. március 1.     | 2006. december 22.             | Claire              | 215     |
| A kétségbeesett Claire megpróbál visszamenni oda, ahová elrablói vitték, mert abban bízik, hogy ott talál majd gyógyszert Aaron rejtélyes betegségére. Ezalatt Jack és Locke mindent megtesz, hogy a többiek ne tudják meg: van egy fogjuk. |                                                                       |                      |                                |                     |         |
| | A teljes igazság (The Whole Truth)                                    | 2006. március 22.    | 2007. január 5.                | Jin és Sun          | 216     |
| Sun nem tudja eldönteni, hogy elárulja-e Jinnek a titkot, amely akár fel is boríthatja a túlélők közösségének törékeny egyensúlyát. Locke megbízza Ana Lucia-át, hogy szedjen ki a fogolyból mindent amit csak tud, miután ő és Sayid is kudarcot vallottak. |                                                                       |                      |                                |                     |         |
| | Zárlat (Lockdown)                                                     | 2006. március 29.    | 2007. január 12.               | Locke               | 217     |
| Amikor a bunker saját "életre kel", Locke kénytelen a legváratlanabb helyről segítséget kérni. Közben Ana Lucia, Sayid és Charlie a dzsungelbe indulnak, hogy kiderítsék végre, valóban az-e Henry akinek mondja magát. |                                                                       |                      |                                |                     |         |
| | Dave (Dave)                                                           | 2006. április 5.     | 2007. január 19.               | Hurley              | 218     |
| Libby támogatásról biztosítja Hurleyt, aki egyre határozottabban gyanítja, hogy a sziget furcsa hatással van rá. Locke már nem tudja, helyesen cselekszik-e, amikor a fogoly új információkkal szolgál a bunkerről. |                                                                       |                      |                                |                     |         |
| | S.O.S. (S.O.S.)                                                       | 2006. április 12.    | 2007. január 26.               | Bernard és Rose     | 219     |
| Rose mindenki meglepetésére igen határozottan tiltakozik az ellen, hogy Bernard S.O.S. jelet készítsen Rose visszatekintésében kiderül miért. |                                                                       |                      |                                |                     |         |
| | Az útitárs (Two for the Road)                                         | 2006. május 3.       | 2007. február 2.               | Ana Lucia           | 220     |
| Jack és Kate között pislákolni kezd a romantika lángja, amikor rábukkannak Michaelre, aki teljesen kimerült, de érdekes hírekkel tud szolgálni a Többiekről. Visszaviszik őt a táborba. |                                                                       |                      |                                |                     |         |
| | ? (?)                                                                 | 2006. május 10.      | 2007. február 9.               | Mr. Eko             | 221     |
| Eko arra kéri Lockeot, segítsen neki megtalálni egy rejtekhelyet, ahol talán megérthetik a sziget titkait. Eközben Jack és a többi túlélő próbál belenyugodni a bunkerben történt szörnyű eseménybe. |                                                                       |                      |                                |                     |         |
| | Három perc (Three Minutes)                                            | 2006. május 17.      | 2007. február 10.              | Michael             | 222     |
| Michael eltökéltsége meggyőzi Jacket és néhány társukat, hogy segítsenek kiszabadítani Waltot a Többiek fogságából. Charlie eközben igyekszik rábeszélni Ekot, ne hagyja abba a temploma építését. |                                                                       |                      |                                |                     |         |
| | Élj másokkal, halj meg egyedül I-II. (Live Together, Die Alone I-II.) | 2006. május 24.      | 2007. február 10.              | Desmond             | 223 224 |
| Miután a túlélők a partközelben valami furcsára lesznek figyelmesek , Jack és Sayid kitalálják, hogyan szállhatnak szembe a Többiekkel, hogy visszaszerezzék Waltot. Jack tudja, hogy árulót követ, mégis utána megy az ismeretlen mélyére, Locke pedig szövetséget köt Desmonddal. Locke olyan döntést hoz a gombbal és a bunkerrel kapcsolatban, amelynek nagyon súlyos következményei lesznek. |                                                                       |                      |                                |                     |         |

### Összefoglaló epizódok
Az alábbi epizódok nem alkotják ténylegesen a sorozat részét, ezek csupán összefoglaló epizódok, amelyek több "valós" epizód tartalmát sűrítik össze. Ezekre a könnyebb érthetőség vagy a vetítés hosszú időre való megszakítása miatt van szükség.
| Cím | Narrátor        | Első vetítés         | Magyarországi premier |
| --- | --------------- | -------------------- | --------------------- |
| „Lost – Egy sziget titkai (Destination Lost)” | Peter Coyote    | 2005. szeptember 21. | 2006. szeptember 1.   |
| Ez az összefoglaló epizód arra fókuszál, hogy mit csináltak a túlélők a repülőgép-szerencsétlenség, és hogyan változtatta meg az életüket a sziget. A "Tudomány embere, Hit embere" előtt került adásba.                                                      |                 |                      |                       |
| „Lost – A múlt visszatér (Lost: Revelation)” | Peter Coyote    | 2006. január 11.     | 2006. november 3.     |
| A negyedik rendhagyó epizód elmeséli, hogyan éltek a géptörzs, és hogyan a farokrész túlélői az egyesülés előtt. Az "A 23. zsoltár" előtt került adásba. |                 |                      |                       |
| „Leszámolás (Lost: Reckoning)” | Peter Coyote    | 2006. április 26.    | 2007. február 10.     |
| Ez a rész a túlélők hitére fókuszált. Amerikában az "S.O.S." és az "Az útitárs" között, míg Magyarországon a "?" és a "Három perc" között került adásba. |                 |                      |                       |
| „Lost – Egy túlélés története (Lost: A Tale of Survival)” | Michael Emerson | 2006. szeptember 27. |                       |
| Ez az összefoglaló epizód az első és második évad legfontosabb történéseit gyűjti össze, különösen a második évadét. Legfőképpen a "Többiek"-re, a "bunker" felfedezésére, és a DHARMA Kezdeményezésre fókuszál. A "Két város története" előtt került adásba. |                 |                      |                       |

|  | Itt a vége a cselekmény részletezésének! |

## Szereplők
- Naveen Andrews mint Sayid
- Emilie de Ravin mint Claire
- Matthew Fox mint Jack
- Jorge Garcia mint Hurley
- Maggie Grace mint Shannon
- Josh Holloway mint Sawyer
- Malcolm David Kelley mint Walt
- Daniel Dae Kim mint Jin
- Yunjin Kim mint Sun
- Evangeline Lilly mint Kate
- Dominic Monaghan mint Charlie
- Terry O’Quinn mint Locke
- Harold Perrineau mint Michael
- Ian Somerhalder mint Boone